# Forth (álbum)
Forth es el cuarto y último álbum de estudio de la banda británica The Verve. Fue publicado el 25 de agosto de 2008 y un día después en Norteamérica. Es el primer álbum publicado con material nuevo desde Urban Hymns en 1997, excluido el álbum recopilatorio This is Music: The Singles 92-98. Al poco tiempo, el grupo se separaría nuevamente.

## Resumen
En 2007, ocho años después de su separación, The Verve volvió a reunirse para grabar un nuevo álbum. Este hecho fue anunciado en un comunicado por Richard Ashcroft, líder y vocalista.
Con la presencia de sus cuatro integrantes originales, Richard Ashcroft, Nick McCabe, Simon Jones y Peter Salisbury, y la ausencia de Simon Tong, comenzaron a grabar nuevo material en un estudio de Londres. Simultáneamente, la banda salió de gira por el Reino Unido y los Estados Unidos, además de otros países de Europa y Asia. Gran parte del material se grabaría en Richmond.
Las nuevas canciones escritas por Richard Ashcroft siguen una estructura inspirada en la sónica y tormentosa guitarra de Nick McCabe. Algunos críticos han declarado que este álbum es una mezcla del primer periodo de la banda, marcado por los sonidos experimentales, y la estructura más reciente en cuanto a composiciones.

## Lista de canciones
Todas las canciones escritas por The Verve, excepto donde se indique.
1. «Sit and Wonder» – 6:52
2. «Love is Noise»  (Richard Ashcroft, The Verve) - 5:29
3. «Rather be» (Ashcroft) – 5:38
4. «Judas» – 6:19
5. «Numbness» – 6:35
6. «I See Houses» (Ashcroft) – 5:37
7. «Noise Epic» – 8:14
8. «Valium Skies» (Ashcroft) – 4:34
9. «Columbo» – 7:30
  - «Ma ma soul» – 5:45 (versión LP, edición japonesa, y bonus exclusivo lanzado por iTunes Store en Estados Unidos)[3]
  - «Muhammad Ali» – 6:26 (versión LP, edición japonesa,y bonus exclusivo lanzado por iTunes Store en Estados Unidos)[3]
10. "Appalachian Springs» (Ashcroft) – 7:34

### Bonus track
- «Let the Damage Begin» – 4:09 (bonus track exclusivo de Amazon.com - versión en vivo del lado-B del sencillo «Love is noise».)

### Edición especial DVD
- «Sonnet» (directo en Coachella)[4]
- «Life's an ocean» (directo en Coachella)[4]
- «The rolling people» (directo en Coachella)[4]
- «Lucky man» (directo en Coachella)[4]
- «Love is noise» (directo en Coachella)[4]
- Documental Space and time[4]

## Listas y recepción
| País           | Posición |
| -------------- | -------- |
| Reino Unido    | 1        |
| Irlanda        | 2        |
| Italia         | 4        |
| Estados Unidos | 23       |
| Australia      | 20       |
| Portugal       | 20       |
| Nueva Zelanda  | 10       |
| Austria        | 11       |
| Holanda        | 16       |
| Suecia         | 34       |
| Suiza          | 6        |

Este álbum ocupó el lugar #47 en la lista elaborada por Q' de los 50 mejores álbumes de 2008.